# John Dellert
John Henry Dellert (Missouri, 18 novembre 1884 – Boynton Beach, 3 febbraio 1985) è stato un ginnasta e multiplista statunitense.

## Carriera
Dellert partecipò ai Giochi olimpici di Saint Louis 1904 nelle gare di triathlon e ginnastica. Giunse quarto nel concorso a squadre, trentaseiesimo nel concorso generale individuale, settantaquattresimo nel triathlon e trentesimo nel concorso a tre eventi.
Anche suo fratello Charles prese parte alle gare di ginnastica a Saint Louis 1904.